# Kamakshyanagar
Kamakshyanagar (o Kamakhyanagar, Murhi) è una città dell'India di 15.002 abitanti, situata nel distretto di Dhenkanal, nello stato federato dell'Orissa. In base al numero di abitanti la città rientra nella classe IV (da 10.000 a 19.999 persone).

## Geografia fisica
La città è situata a 20° 55' 60 N e 85° 32' 60 E e ha un'altitudine di 65 m s.l.m..

## Società

### Evoluzione demografica
Al censimento del 2001 la popolazione di Kamakshyanagar assommava a 15.002 persone, delle quali 7.979 maschi e 7.023 femmine. I bambini di età inferiore o uguale ai sei anni assommavano a 1.724, dei quali 883 maschi e 841 femmine. Infine, coloro che erano in grado di saper almeno leggere e scrivere erano 11.004, dei quali 6.449 maschi e 4.555 femmine.